# Steel Wheels
Steel Wheels är ett musikalbum av The Rolling Stones, utgivet 1989. Det var gruppens sista studioalbum där originalbasisten Bill Wyman medverkade fullt ut. Han slutade i bandet 1993. Wyman medverkade dock också på de två studioinspelningarna på det efterkommande konsertalbumet Flashpoint.
Tidigare under 1980-talet hade bråk och oenighet rådit mellan Mick Jagger och Keith Richards. Båda hade under perioden efter det föregående studioalbumet Dirty Work ägnat sig åt soloalbum. Jagger släppte Primitive Cool 1987, och Richards Talk Is Cheap 1988. Nu hade man samlat Rolling Stones igen och gjort ett nytt album, efter två års tystnad från gruppen. Låtarna spelades in i London och Montserrat. En av låtarna, "Continental Drift spelades in i Tanger. Tre stora hits från albumet är "Mixed Emotions", "Rock and a Hard Place" och "Almost Hear You Sigh".
Albumet följdes upp av en turné som fick olika namn i olika världsdelar, dels den amerikanska Steel Wheels Tour, och den europeiska Urban Jungle Tour.

## Låtlista
Låtar utan angiven upphovsman skrivna av Jagger/Richards.
Sida 1
1. "Sad Sad Sad" - 3:44
2. "Mixed Emotions" - 4:40
3. "Terrifying" - 4:57
4. "Hold on to Your Hat" - 3:35
5. "Hearts for Sale" - 4:40
6. "Blinded by Love" - 4:45

Sida 2
1. "Rock and a Hard Place" - 5:20
2. "Can't Be Seen" - 4:05
3. "Almost Hear You Sigh" (Jagger, Steven Jordan, Richards) - 4:25
4. "Continental Drift - 5:14
5. "Break the Spell - 3:40
6. "Slipping Away - 4:30

## Listplaceringar
- Billboard 200, USA: #3[1]
- UK Albums Chart, Storbritannien: #2[2]
- RPM, Kanada: #1[3]
- Nya Zeeland: #3[4]
- Österrike: #1[5]
- Schweiz: #2[6]
- Nederländerna: #2[7]
- VG-lista, Norge: #1[8]
- Topplistan, Sverige: #2[9]